# Firestone XR-9
Firestone XR-9 (továrním označením Model 45) byl americký lehký experimentální vrtulník vyvinutý ve 40. letech 20. století společností Firestone Aircraft Company pro americké armádní letectvo (USAAF). Byly postaveny pouze 2 kusy (XR-9B později přeznačený na XH-9B plus jeden civilní exemplář).

## Verze vrtulníku
Model 45B neboli označením armádního letectva XR-9 Rotocycle 
Jednomístná verze s třílistým rotorem, nevyrobena.
Model 45C neboli označením armádního letectva XR-9A 
Jednomístná verze s dvoulistým rotorem, nevyrobena.
Revidovaný Model 45C neboli označením armádního letectva XR-9B a později přeznačený na XH-9B 
Tandemová dvoumístná verze s motorem Avco Lycoming O-290-7 a dvoulistým hlavním rotorem, vyroben 1 ks.
Model 45D 
Dvoumístná verze se sedadly vedle sebe určená pro civilní trh, vyroben 1 ks.
Model 50 
Čtyřmístná verze, nevyrobena.

## Uživatelé
USA
- Armádní letectvo Spojených států amerických (USAAF)

## Specifikace (XR-9B)
Data z :

### Technické údaje
- Pohon: 1× motor Avco Lycoming O-290-7 (101 kW)
- Délka:[pozn. 1] 8,23 m
- Výška:[pozn. 2] 2,60 m
- Průměr hlavního rotoru: 8,53 m
- Vzletová hmotnost: 794 kg
- Posádka: 2

### Výkony
- Cestovní rychlost: 128 km/h
- Dolet: 400 km
- Dostup: 3 050 m